# Maria Prytz
Anna Maria Prytz (nacida Anna Maria Engholm, Sveg, 18 de octubre de 1976) es una deportista sueca que compitió en curling.
Participó en los Juegos Olímpicos de Sochi 2014, obteniendo una medalla de plata en la prueba femenina.
Ganó cinco medallas en el Campeonato Mundial de Curling entre los años 2001 y 2013, y siete medallas en el Campeonato Europeo de Curling entre los años 1999 y 2016.

## Palmarés internacional
| Juegos Olímpicos   | Juegos Olímpicos          | Juegos Olímpicos  | Juegos Olímpicos |
| Año                | Lugar                     | Medalla           | Prueba           |
| ------------------ | ------------------------- | ----------------- | ---------------- |
| 2014               | Sochi (Rusia)             | Medalla de plata  | Equipo           |
| Campeonato Mundial |                           |                   |                  |
| Año                | Lugar                     | Medalla           | Prueba           |
| 2001               | Lausana (Suiza)           | Medalla de plata  | Equipo           |
| 2002               | Bismarck (Estados Unidos) | Medalla de plata  | Equipo           |
| 2003               | Winnipeg (Canadá)         | Medalla de bronce | Equipo           |
| 2012               | Lethbridge (Canadá)       | Medalla de plata  | Equipo           |
| 2013               | Riga (Letonia)            | Medalla de plata  | Equipo           |
| Campeonato Europeo |                           |                   |                  |
| Año                | Lugar                     | Medalla           | Prueba           |
| 1999               | Chamonix (Francia)        | Medalla de plata  | Equipo           |
| 2003               | Courmayeur (Italia)       | Medalla de oro    | Equipo           |
| 2007               | Füssen (Alemania)         | Medalla de oro    | Equipo           |
| 2011               | Moscú (Rusia)             | Medalla de plata  | Equipo           |
| 2012               | Karlstad (Suecia)         | Medalla de bronce | Equipo           |
| 2013               | Stavanger (Noruega)       | Medalla de oro    | Equipo           |
| 2016               | Renfrew (Reino Unido)     | Medalla de plata  | Equipo           |